# Gastrodia fimbriata
Gastrodia fimbriata là một loài thực vật có hoa trong họ Lan. Loài này được Suddee mô tả khoa học đầu tiên năm 2005.